# San Esteban
San Esteban és un lloc i una parròquia del concejo asturià de Muros. Té una superfície de 2,31 km² i en ella habiten unes 681 (INE 2006) persones. El lloc de San Esteban es troba en la desembocadura del riu Nalón.
Antic port carboner, les velles instal·lacions portuàries d'embarcament de mineral són part important de la geografia del poble, comptant-se entre elles els carregadors de mineral i les grues de càrrega que encara hi resisteixen, així com l'antic far que domina l'entrada del port. El port en el seu conjunt està declarat d'interès històric-industrial. Actualment en l'interior se situa una drassana artesanal per a embarcacions recreatives de port mitjà, destacant la recuperació amb finalitats turístiques de l'embarcació que realitzava el pas del riu Nalón. El port alberga també, molls d'atracament per a embarcacions esportives, així com alguns vaixells pesquers.
Entre altres aspectes de la recuperació turística de San Estaven de Pravia, destaca el fet que els antics carregadors de mineral han estat restaurats i integrats en un passeig accessible des del mateix poble així com des de la carretera que duu a la platja (coneguda com el garruncho pels habitants locals i on estan situades unes piscines d'ús públic), així mateix, en el port de la localitat es troba ancorat i actualment restaurat un remolcador de port que va servir durant el temps que el port va ser un dels més actius del nord d'Espanya(es treballava les 24 hores del dia), es diu que aquesta remolcadora va ser construïda en la mateixa drassana (Harland & Wolff) que el tristament famós RMS Titanic i en dates semblants.

## Població
|             |
| Fuente: INE |